# Salih Muslim

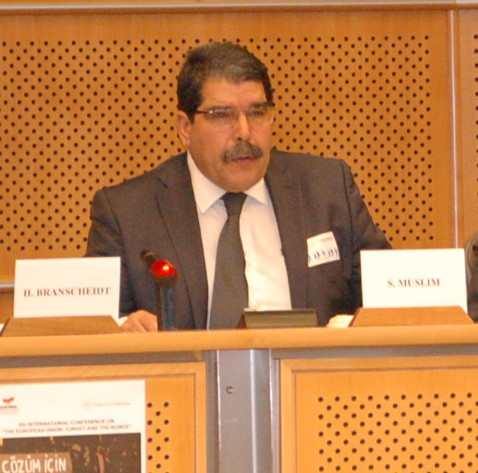
Saleh Muslim

Salih Muslim Muhammad född 1951 i Kobane, Syrien, är ledare för det kurdiska partiet Demokratiska unionspartiet (kurdiska: Partiya Yekîtiya Demokrat, PYD) i Syrien. PYD är allierat med Folkets försvarsenheter (kurdiska: Yekîneyên Parastina Gel, IPA). En milis som ses som PYD:s väpnade gren.
Efter att ha tillbringat 12 år som kemiingenjör inom oljeindustrin i Saudiarabien, återvände Muslim till Syrien på 1990-talet för att där verka underjordiskt, då kurdiska politiska partier illegala. Han blev 2010 ordförande i Demokratiska unionspartiet.
Turkiska myndigheter har utfärdat en arresteringsorder för Muslim. Han är eftersökt i samband med utredningen av ett bombdåd i februari 2016 riktat mot militärbussar i Ankara, minst 28 personer dödades och minst 61 har skadats såväl militär personal som civila.[källa behövs]